# Hoplia rufocuprea
Hoplia rufocuprea är en skalbaggsart som beskrevs av Medvedev 1952. Hoplia rufocuprea ingår i släktet Hoplia och familjen Melolonthidae. Inga underarter finns listade i Catalogue of Life.